# Un grande amore e niente più
Un grande amore e niente più è un singolo del 1973 scritto da Peppino di Capri e Gianni Wright su testo di Franco Califano ed interpretato dallo stesso Peppino di Capri. Nello stesso anno, con questo brano, l'artista partenopeo vinse il Festival di Sanremo. Il brano era dedicato a quella che diventerà la seconda moglie e compagna di vita: Giuliana Gagliardi.  Sempre nel 1973 Nicola di Bari propone la versione spagnola del brano, a 45 giri, dal titolo Un gran amor y nada mas (RCA Victor, 1020), pubblicato a Panama ed in Messico, inserito nell'album Nicola di Bari dello stesso anno (RCA Victor, MIL/S-4134), pubblicato in Messico.

## Tracce
LATO A
1. Un grande amore e niente più – 3:24

LATO B
1. Per favore non gridare – 3:07